# Pinheiro Machado (Santa Maria)
Pinheiro Machado (pronunciación portuguesa: [piñ'ejru maX'adu], ‘José Gomes Pinheiro Machado’, político brasileño) es un barrio del distrito de Sede, en el municipio de Santa Maria, en el estado brasileño de Río Grande del Sur. Está situado en el oeste de Santa Maria.

## Villas
El barrio contiene las siguientes villas: Loteamento Bela Vista, Parque Residencial Pinheiro Machado, Parque Residencial Lopes, Pinheiro Machado, Vila Ecologia, Vila Rossi, Vila São Serafim.

## Galería de fotos

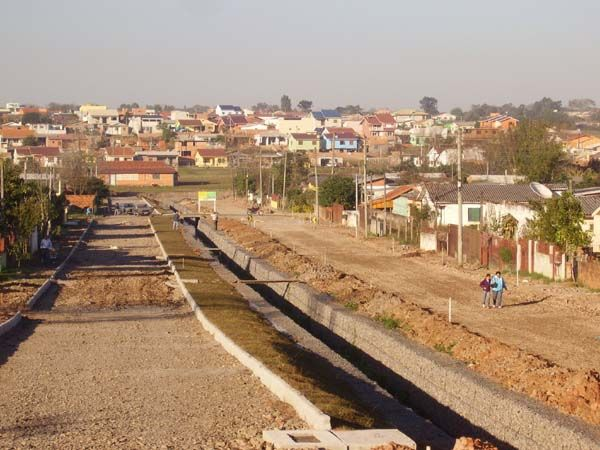
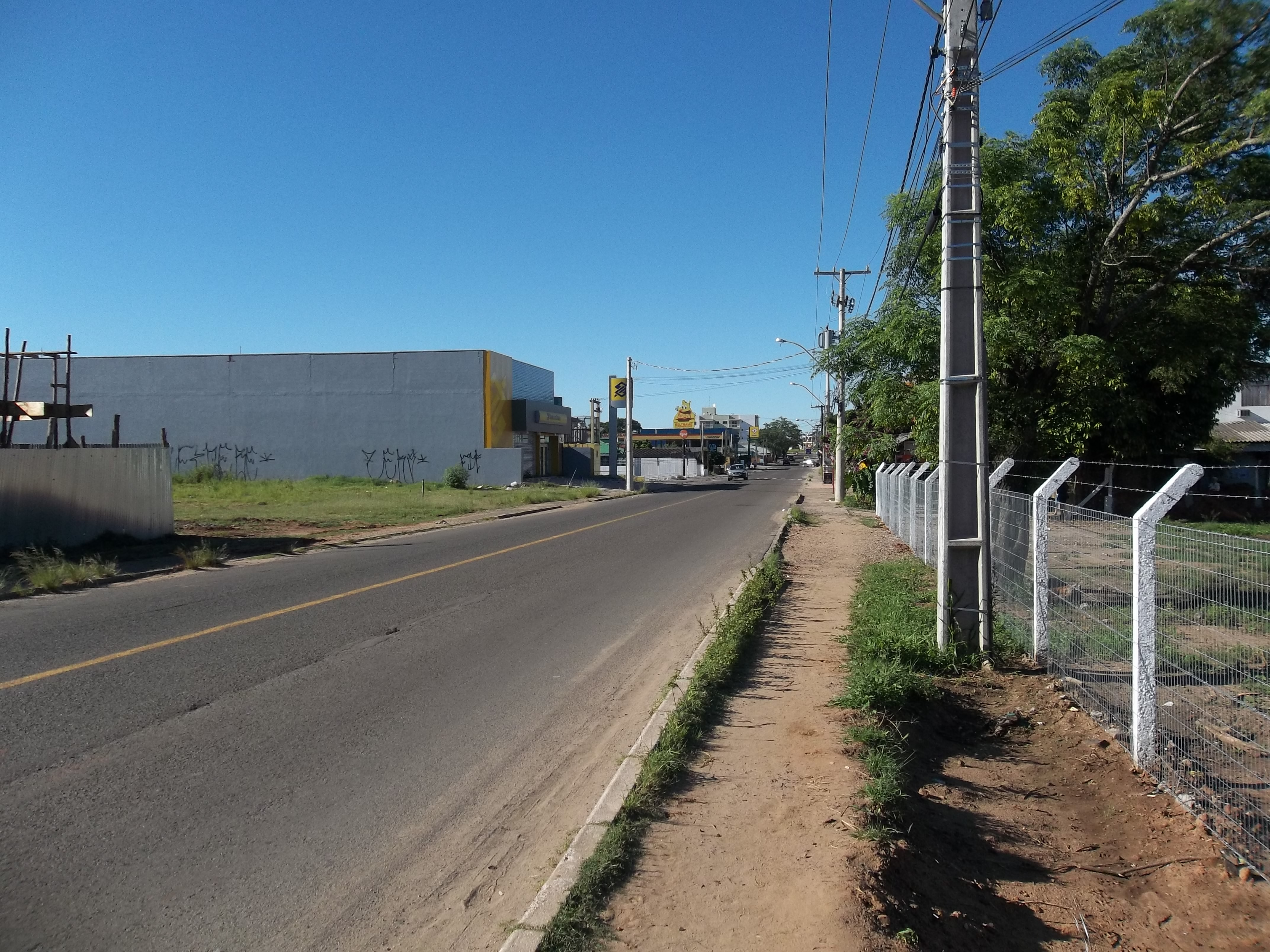

| Noroeste: Agroindustrial           | Norte: Juscelino Kubitschek | Nordeste: Juscelino Kubitschek São João  |
| Oeste: Tancredo Neves              |                             | Este: São João                           |
| Suroeste: Tancredo Neves Boi Morto | Sur: Boi Morto              | Sureste: São João Boi Morto / Renascença |